# Джуліо Лібано
Джуліо Лібано (італ. Giulio Libano; 31 серпня 1923, Верчеллі — 16 жовтня 2016, Мілан) — італійський тромбоніст, аранжувальник, диригент і джазмен.

## Біографія
Навчався в міланській консерваторії. Розпочав свою музичну кар'єру в гурті «Asternovas», яку створив в 1943 році Фред Бускальоне. Потім Лібано працював аранжувальником і інструменталістом в оркестрі Джордано Бруно Мартеллі, з яким він гастролював протягом декількох років в Італії, Європі і на Близькому Сході.
У 1950-х роках жив в Мілані, де працював з такими місцевими музикантами як Франко Черрі, Піно Кальві, Глауко Мазетті і Джіл Куппіні й іншими. Також в Мілані він працював художнім керівником на лейблах «Italdisc» і «SAAR», де брав участь у записі таких артистів як: Міна Мадзіні, Адріано Челентано, Тоні Даллара і Джонні Дореллі. У 1959 році він був аранжувальником і диригентом під час міланських сесій Чета Бейкера, які були опубліковані на платівках.
У 1960-х і 1970-х роках створював аранжування до пісень таких виконавців, як: Фаусто Леалі, Нікола ді Барі, Пеппіно Галльярді, Орієтта Берті, Маріно Баррето і Нікола Арільяно. Брав участь у створені італійських постановок до пісень таких співаків, як: Даліда, Франсуаза Арді, Пет Бун, Петула Кларк, Бен Кінг і Катеріна Валенте. Працював в США і Канаді, де бра участь над створенням альбомів для Конні Френсіс і Тоні Массареллі. Також виступав на фестивалях в Південній Америці з Тоні Даллара і Фаусто Леалі.
У наступні роки для Лібано пройшли у безперервних спільних роботах в галузі джазу, разом з Четом Бейкером, Бадді Колеттом, Клодом Вілліамсом і Бадом Шенком за кордоном і в Італії з Джорджо Гасліні, Ренато Селлані, Франко Черрі й іншими. Він писав музику для рекламних роликів і звукового супроводу. Лібано багато разів брав участь на Фестивалі в Сан-Ремо, як аранжувальник і диригент.
На початку 1980-х років Лібано разом з Ренато Селланті складав музику для шоу і театральних комедій за участю Ернесто Каліндрі, Вальтера К'ярі, Енріко Беруші, Джанріко Тедеші, Ренцо Монтаньяні, Івани Монті, Сільви Кошини й інших акторів. Брав участь у створенні платівок тенора Джузеппе ді Стефано, а також виступав у громадських школах і консерваторіях в Мілані і Кальярі.
У 2000-х роках Лібано продовжував працювати з різними артистами, включаючи Паоло Фрезу.